# Тъжа (хижа)
Хижа „Тъжа“ се намира югоизточно от връх Русалка, в Калоферската планина, дял от Средна Стара планина.
Първата хижа е построена през 1927 година под името „Марагидик“ близо до коритото на река Тъжа. Новата хижа е построена малко по-високо в периода 1946 – 1948 година и представлява двуетажна сграда с капацитет 50 места.
Захранва се от ВЕЦ. Хижата е пункт от европейски маршрут E3 (Ком - Емине).

## Съседни обекти
| Изходни точки                | Изходни точки |
| ---------------------------- | ------------- |
| град Априлци (кв. Острец)    | 3,00 ч.       |
| град Калофер (Паниците)      | 5,00 ч.       |
| село Тъжа                    | 5,30 ч.       |
| Хижи                         |               |
| Триглав                      | 2,00 ч.       |
| Русалка                      | 3,00 ч.       |
| Мазалат                      | 3,30 ч.       |
| Рай                          | 5,30 ч.       |
| Соколна                      | 7,00 ч.       |
| Васил Левски                 | 7,30 ч.       |
| Други                        |               |
| водопад Кадемлийско пръскало | 1,15 ч.       |
| връх Марагидик               | 1,00 ч.       |
| водопад Бабско пръскало      | 2,45 ч.       |
| връх Ботев                   | 3,30 ч.       |
| връх Голям Кадемлия          | 3,30 ч.       |
| връх Малка Козя стена        | 2,15 ч.       |
| водопад Пенчово пръскало     | 2,20 ч.       |